# Rozsnyói Sándor
Rozsnyói Sándor, eredetileg Rosner (Zalaegerszeg, 1930. november 24. – Sydney, 2014. szeptember 2.) olimpiai ezüstérmes, Európa-bajnok atléta, akadályfutó.

## Életpályája
Sportpályafutását gimnazistaként a ZTE (Zalaegerszegi Torna Egylet) kosárlabdacsapatában kezdte. 1949-ben megkezdte tanulmányait a Testnevelési Főiskolán, és a főiskola egyesületének (TF DISZ, később TF Haladás) kosárlabdázója lett. Tagja volt a B válogatott keretnek. Simek Ferenc atléta mesteredző felismerte atlétatehetségét, ezért az ötvenes évek elejétől egyesületének atlétika szakosztályában is sportolt. Fő száma kezdetben a 800 méteres síkfutás volt, később az akadályfutás. 1953-ban testnevelő tanári oklevelet szerzett és a Kandó Kálmán Villamosipari Technikumban kezdett tanítani. 1954-től a kosárlabdázást a Petőfi VTSK egyesületben folytatta, egyúttal a Budapesti Haladás atlétája lett. Ugyanebben az évben akadályfutásban magyar bajnoki címet szerzett és a magyar válogatott tagja lett. A berni Európa-bajnokságon aranyérmet szerzett, egyúttal ő lett a versenyszám első hivatalos világcsúcstartója. Összesen tizenötször szerepelt a magyar válogatottban. 1955-ben kétszer állított fel országos rekordot, majd 1956-ban ismét javított a világcsúcson. Az 1956. évi nyári olimpiai játékokon a brit Christopher Brasher mögött a második helyen végzett.
Az olimpia után nem tért haza, Ausztriában telepedett le. 1957-től 1958-ig tagja volt az osztrák válogatottnak. 1960-ban az Osztrák Olimpiai Bizottság munkatársa és az atlétaválogatott edzője volt. 1962-ben és 1963-ban a bécsi egyetemen földrajzot tanult, majd 1964-ben kivándorolt Ausztráliába. Nyugalomba vonulásáig Sydneyben testnevelő tanárként és teniszedzőként tevékenykedett.

## Sporteredményei
Akadályfutásban:
- olimpiai 2. helyezett: 1956, Melbourne (8:43,6)
- Európa-bajnok: 1954, Bern (8:49,6)
- kétszeres világcsúcstartó:
  - 8:49,6 (Bern, 1954. augusztus 28.)
  - 8:35,6 (Budapest, 1956. szeptember 16.)
- négyszeres magyar csúcstartó:
  - 8:49,6 (1954)
  - 4:48,0 (1955)
  - 8:45,2 (1955)
  - 8:35,6 (1956)
- magyar bajnok: 1954, 1955

## Elismerések
- 2006. évi Nemzetközi Fair Play (International Fair Play Committee) díj

A diploma odaítélésének indoka, hogy az először kizárt angol futót a britek fellebbezésére hirdették ki a 3000 méteres akadályfutás győztesének a melbourne-i olimpián. Ehhez azonban Rozsnyói Sándor vallomására is szükség volt: „Csak annyit kellett volna mondanom, hogy Brasher akadályozott, s már enyém is az aranyérem. Ez viszont nem történt meg, így nem mondhattam mást.”